# Antonia Adnet
Antonia Adnet é o nome artístico de Antonia Campello Adnet (Rio de Janeiro, 8 de abril de 1985), é uma arranjadora, compositora, violonista e cantora da banda de Roberta Sá, desde 2005.
Formada em música pela UniRio, Antonia começou a tocar violão, compor e cantar ainda jovem. Ela é filha do instrumentista e compositor Mário Adnet, sobrinha da cantora Muíza Adnet e do também instrumentista e produtor musical Rodrigo Campello (que junto com Antonia, toca na banda de Roberta Sá), irmã da cantora Joana Adnet e prima do humorista Marcelo Adnet, apresentador do programa 15 minutos da MTV.
Em 2010, Antonia lançou seu primeiro CD “Discreta” (Adnet música/Biscoito Fino). Além de assinar sete das doze faixas e quase todos os arranjos, ela ainda participou, junto com seu pai, da produção do CD, que conta com as participações da própria Roberta Sá (“Discreta”), Marcelo Adnet (“Pessoas Incríveis”) e João Cavalcanti (“Quero um xamego”).
Lançou o CD “Pra Dizer Sim” em Junho de 2012.